# Cycnium
Cycnium – rodzaj roślin z rodziny zarazowatych (Orobanchaceae). Należy do niego 17 gatunków. Zasięg rodzaju obejmuje Afrykę Subsaharyjską z Madagaskarem. 

## Morfologia

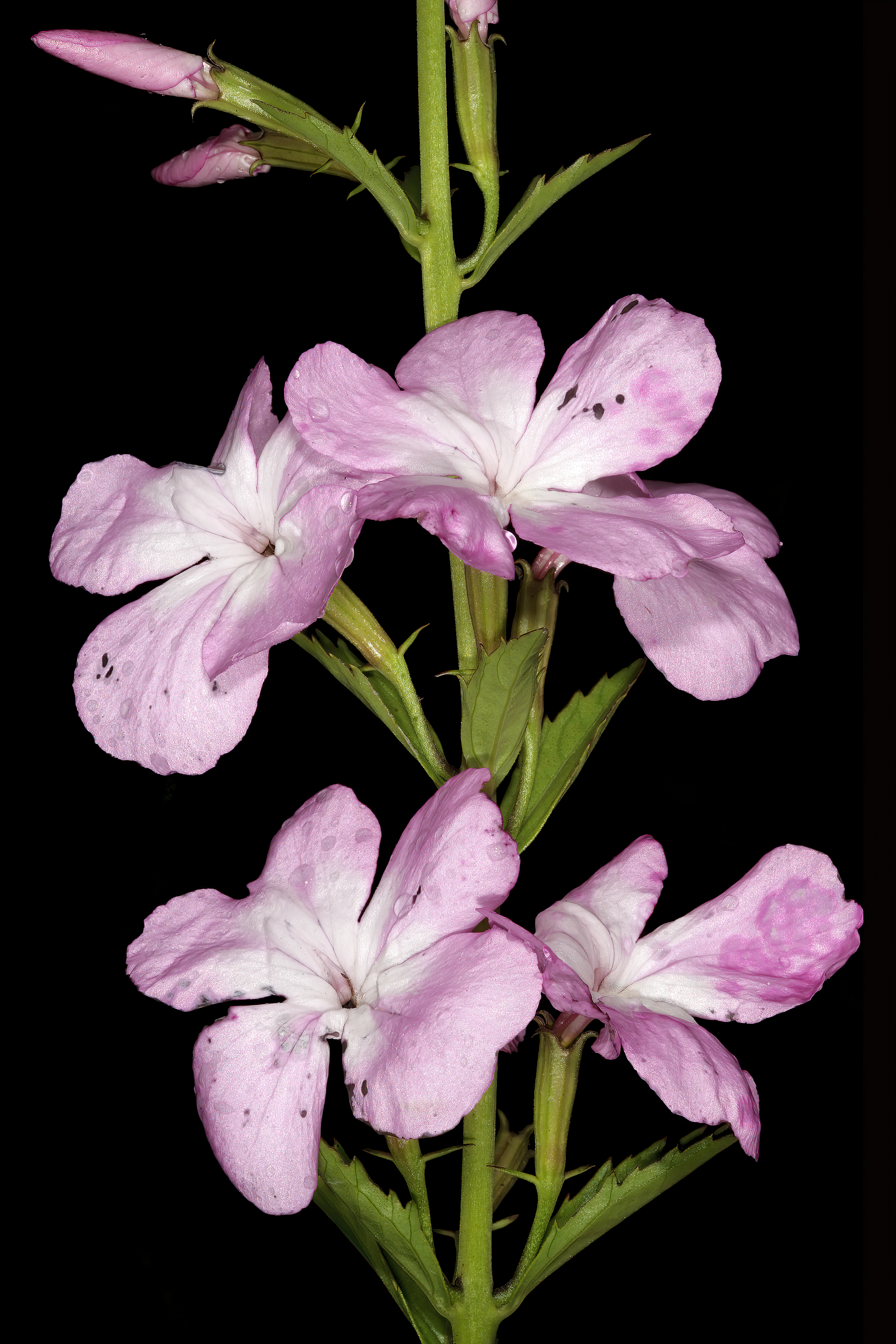
Cycnium racemosum

PokrójRośliny zielne (byliny i rośliny roczne) oraz krzewinki. Łodygi podziemne w postaci bulwiastych lub wydłużonych, omszonych kłączy i nadziemne ścielące się, podnoszące i prosto wzniesione.
LiścieNaprzeciwległe, rzadko skrętoległe lub w okółkach po trzy, siedzące lub ogonkowe; blaszki całobrzegie, jajowate do lancetowatych, lub pierzastowcinane, z odcinkami całobrzegimi, ząbkowanymi lub piłkowanymi.
KwiatySiedzące lub szypułkowe, w tym u niektórych gatunków z długimi szypułkami. Kielich 4–5-działkowy, przy czym działki bywają równej lub nierównej długości. Korona w dole zrośnięta w długą, prostą lub zgiętą rurkę, w górze szeroko rozpostarta z 5 łatkami tworzącymi dwie wargi, stąd kwiat jest grzbiecisty. Kolor korony jest biały, różowoliliowy do kremowego. Pręciki są 4, schowane w rurce korony. Zalążnia o różnych kształtach u różnych gatunków, bywa spłaszczona lub nie. Szyjka słupka zakończona jest główkowatym znamieniem.
OwoceTorebki zawierające liczne, podługowate nasiona.

## Systematyka
Pozycja systematyczna
Rodzaj z plemienia Buchnereae z rodziny zarazowatych (Orobanchaceae).
Wykaz gatunków
- Cycnium adonense E.Mey. ex Benth.
- Cycnium ajugifolium Engl.
- Cycnium angolense (Engl.) O.J.Hansen
- Cycnium breviflorum Ghaz.
- Cycnium cameronianum (Oliv.) Engl.
- Cycnium chevalieri Diels
- Cycnium erectum Rendle
- Cycnium filicalyx (E.A.Bruce) O.J.Hansen
- Cycnium herzfeldianum (Vatke) Engl.
- Cycnium jamesii (Skan) O.J.Hansen
- Cycnium petunioides Hutch.
- Cycnium racemosum Benth.
- Cycnium recurvum (Oliv.) Engl.
- Cycnium tenuisectum (Standl.) O.J.Hansen
- Cycnium tubulosum (L.f.) Engl.
- Cycnium veronicifolium (Vatke) Engl.
- Cycnium volkensii Engl.